# 200 Liberty Street
200 Liberty Street – wieżowiec biurowy należący do kompleksu World Financial Center w dzielnicy Lower Manhattan na Manhattanie w mieście Nowy Jork. Budynek – dawniej znany jako One World Financial Center – został ukończony w 1985 roku i częściowo odbudowywany po atakach z 11 września 2001, w których został poważnie uszkodzony. Budynek liczy 40 kondygnacji i ma wysokość 176 metrów. W wyniku renowacji w 2014 roku została ustanowiona obecna nazwa budynku.